# Girolamo Genga

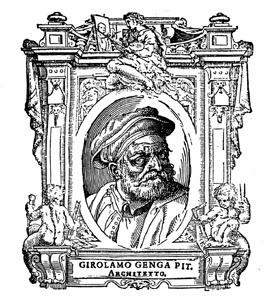
Girolamo Genga, según las Vite de Giorgio Vasari.

Girolamo Genga (Urbino, 1476-La Valle, cerca de Urbino, 11 de julio de 1551), pintor, escultor, músico y arquitecto italiano, introductor de los modos decorativos del manierismo romano en la Umbría.

## Biografía

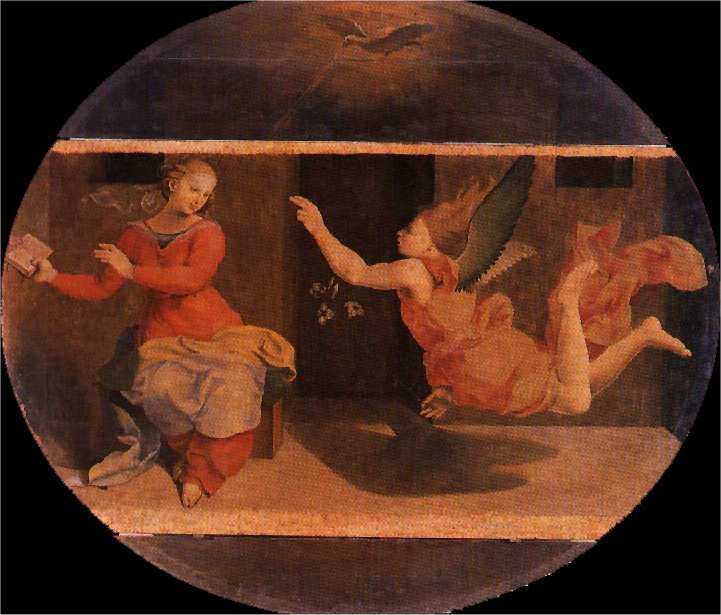
Anunciación del tríptico de San Agostino, Cesena.

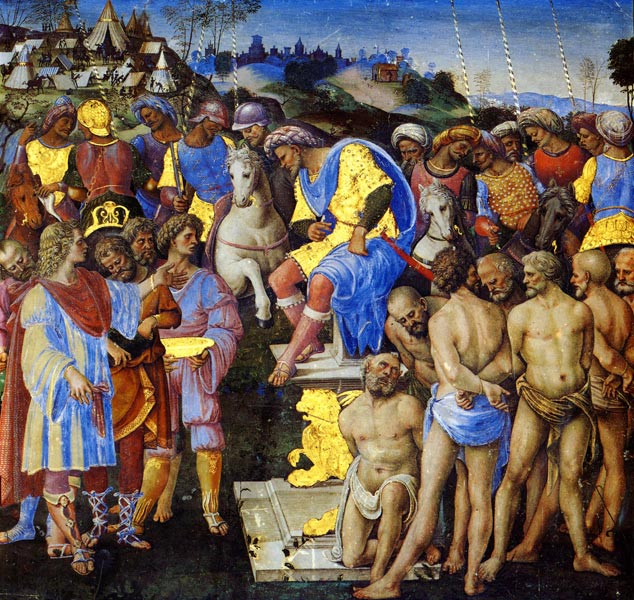
Rescate de prisioneros romanos de Aníbal, Pinacoteca Nazionale di Siena.

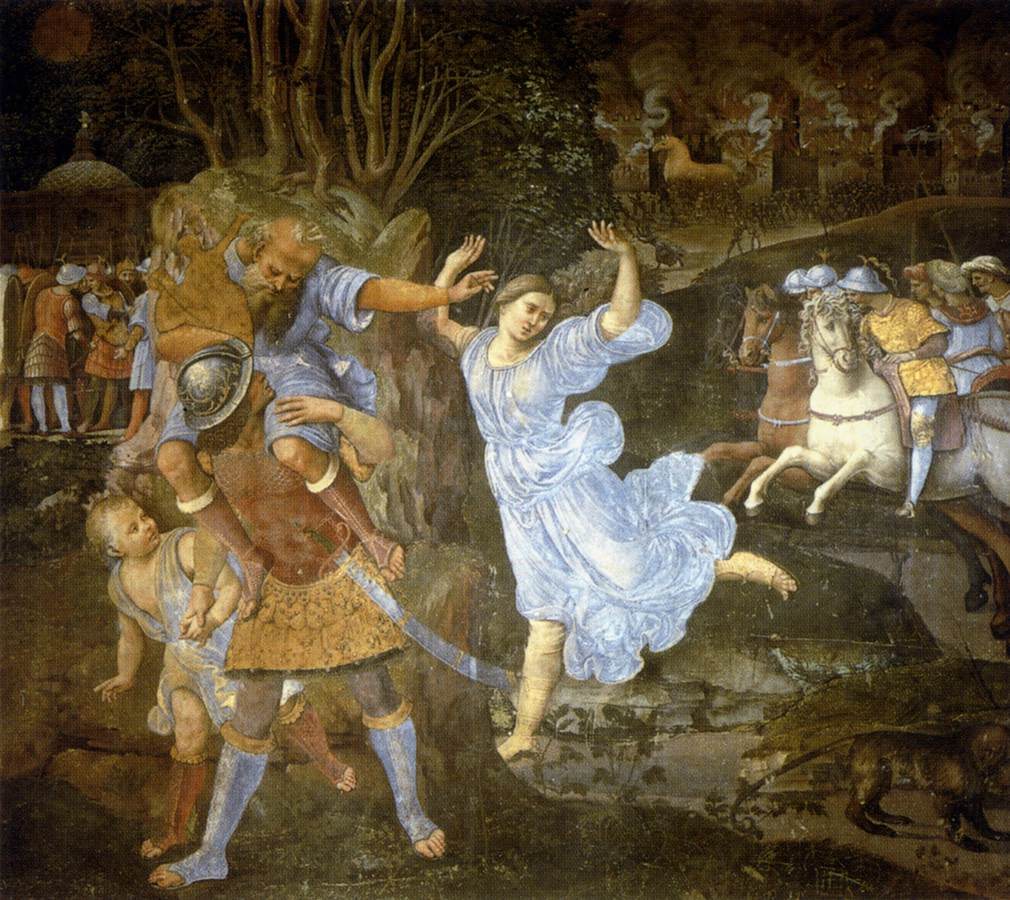
Huida de Eneas de Troya, Pinacoteca Nazionale di Siena.

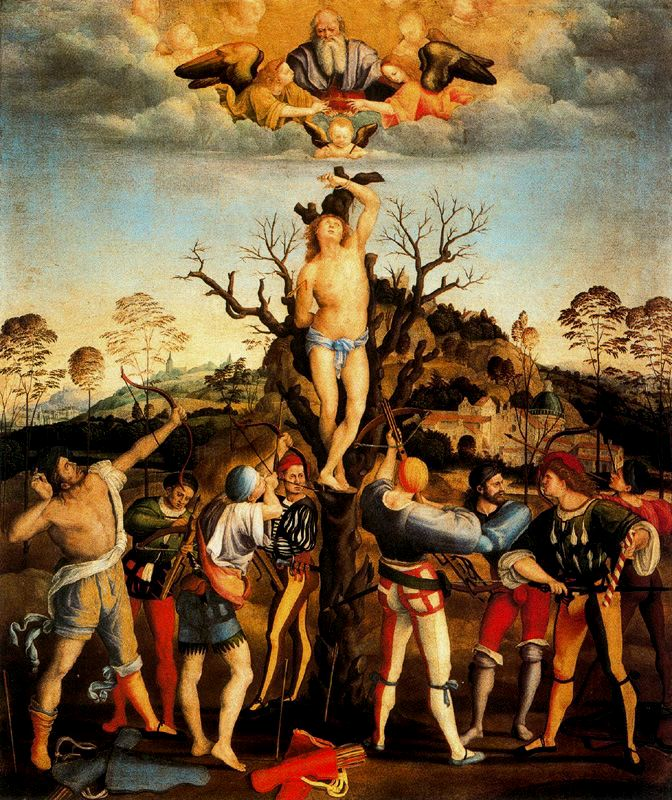
Martirio de San Sebastián, Uffizi, Florencia.

Nacido cerca de Urbino, de acuerdo con su biografía en las Vite de Vasari, a la edad de trece años marchó a Orvieto para trabajar como aprendiz del pintor Luca Signorelli. Posteriormente ingresó en el taller del Perugino, por la misma época que Rafael.
Como artista independiente trabajó en Florencia y Siena, donde decoró el Palazzo Petrucci (hacia 1508), junto a Timoteo della Vite. También realizó diversos encargos para Pandolfo Petrucci, el gobernante local.
De vuelta a Urbino, fue empleado por el duque Guidobaldo da Montefeltro en la decoración de su palacio, y mostró una excepcional aptitud para las escenografías teatrales. A la muerte de su señor, se encargó de las ornamentaciones para el funeral de duque.
Genga marchó a Roma para pintar en la iglesia de Santa Catalina da Siena una de sus obras maestras, la Resurrección.
Francesco Maria I della Rovere, el nuevo duque de Urbino, le llamó a su lado con motivo de los festejos de su boda con Eleonora Gonzaga, para los cuales realizó diversos trabajos (1522). Sin embargo, Francesco Maria fue expulsado de sus dominios por el papa León X. Genga le siguió a Mantua y Pesaro.
Con el retorno del duque y de su esposa del exilio, fue nombrado arquitecto oficial de la corte de Urbino, siéndole confiada las reformas de la villa imperial de Pésaro, supervisando la decoración de ocho de las estancias. En esta labor participaron los hermanos Dosso Dossi, Battista Dossi, Bronzino y Francesco Menzocchi. Se encargó asimismo de diseñar la nueva ala del palacio, formado por un cuerpo cuadrangular, con logias en las esquinas y en su parte interior formado por una estructura ovalada.
Entre otros, obra suya fue la suntuosa decoración para las representaciones de La Calandria del cardenal Bibbiena (estrenada el 6 de febrero de 1513), que fueron ensalzadas por Baldassare Castiglione. Como arquitecto ejecutó los diseños de la iglesia de San Giovanni Battista en Pesaro, el Palacio Episcopal de Sinigaglia, la fachada de la Catedral de Mantua. También alcanzó fama como músico y escultor.
Alumnos suyos fueron Francesco Menzocchi, Raffaellino del Colle, Agnolo Bronzino, Dosso Dossi, Baldassare Lanci y Francesco Paciotto. Su hijo Bartolomeo llegó a ser un célebre arquitecto. En sus últimos años, Genga vivió retirado en su propiedad de las inmediaciones de Urbino, realizando sólo ocasionalmente algún diseño a lápiz o tinta.

## Obras destacadas

### Pintura
- Resurrección (Santa Catalina da Siena, Roma)
- Martirio de San Sebastián (Uffizi, Florencia)
- Tríptico de San Agotino, en Cesena (Anunciación, Dios Padre en la Gloria y Virgen con el Niño)
- Huida de Eneas de Troya (1509, Pinacoteca Nazionale, Siena)
- El hijo del cónsul Quinto Fabio Máximo rescata a los prisioneros romanos de Aníbal (Pinacoteca Nazionale, Siena)
- Virgen con el Niño y santos (Pinacoteca di Brera, Milán)
- Decoraciones de la Villa Imperiale en Monte Accio
- Frescos de la capilla de San Martino, catedral de Urbino

### Arquitectura
- Fachada de la Catedral de Mantua
- Iglesia de San Giovanni Battista, Pesaro
- Fortificaciones cerca de Pesaro
- Palacio Episcopal de Sinigaglia